# X (rețea socială)
X, numită în trecut Twitter (/ˈtwɪtər/), este o platformă de social media care permite utilizatorilor să trimită și să citească mesaje scurte (de maximum 280 de caractere) numite „tweets”. Utilizatorii înregistrați pot posta, aprecia și reposta un tweet postat de altă persoană (retweet), iar utilizatorii neînregistrați le pot citi doar pe cele care sunt disponibile public. Platforma este oferită de X Corp., companie cu sediul în San Francisco, California, SUA.
Cuvântul twitter este un cuvânt englez cu traducerile pălăvrăgeală, agitație, freamăt, ciripit și pronunția /ˈtwi.təʀ/, v. AFI. Desemnează atât un site web fondat în 2006 care permite scrierea și transmiterea de mesaje de maxim 280 caractere (140 caractere până în 2017) (litere) prin Internet, cât și compania care oferă acest serviciu de tip „rețea socială”. Este uneori descris ca fiind „SMS-ul Internetului”.
Inițial, tweet-ul era limitat la 140 caractere, dar limita a fost dublată la 280 caractere în noiembrie 2017. Tweet-urile audio și video rămân limitate la 140 de secunde pentru majoritatea conturilor.
X a fost creat de Jack Dorsey, Noah Glass, Biz Stone și Evan Williams în martie 2006 și a fost lansat în luna iulie a acelui an.
X a ajuns în anul 2018 la peste 336 de milioane de utilizatori activi.

## Istoric

Sigla Twitter, folosită până în 2012

Sigla Twitter, folosită din 2012 până în 2023

X (cu denumirea anterioară twitter) a fost creat de Jack Dorsey, Noah Glass, Biz Stone și Evan Williams. Jack Dorsey a propus un serviciu de mesaje scurte (SMS) prin care se putea trimite prietenilor mici actualizări de tip blog. Glass a propus numele Twitter. Dorsey a trimis primul tweet („doar îmi configurez twitter”) pe 21 martie 2006, iar versiunea completă a Twitter a debutat în iulie 2006. Inițial, Twitter a fost un serviciu SMS gratuit cu un element de rețea socială.  
În iunie 2010, aproximativ 65 de milioane de tweets au fost postate în fiecare zi, echivalând cu aproximativ 750 de tweets trimise în fiecare secundă, potrivit X. În martie 2011, erau aproximativ 140 de milioane de tweets postate zilnic.
În aprilie 2010, au apărut „Tweet-urile promovate” – reclame care ar apărea în rezultatele căutării – ca sursă principală de venit. Mai târziu în acel an, au apărut și „Tendințe promovate”, care a plasat conținut promovat printre alte tendințe, și „Conturi promovate”, care a plasat conturile promovate în lista de conturi sugerate pe care utilizatorii ar dori să le urmărească. 
La începutul anului 2019, Twitter a trecut de la urmărirea utilizatorilor lunari la urmărirea „utilizatori activi zilnici monetizabili”, numărul de utilizatori într-o zi care au fost expuși la reclame.
Twitter a cunoscut o creștere considerabilă în 2020, probabil din cauza pandemiei de COVID-19. Twitter a anunțat în martie 2020 că va începe să marcheze tweet-urile care pot conține informații înșelătoare, în unele cazuri va oferi link-uri către pagini de informații de verificare a faptelor.
În noiembrie și decembrie 2021, Twitter a achiziționat și a închis doi concurenți: threader.app și Quill. Utilizatorii threader.app au fost direcționați să cumpere, în schimb, serviciul Twitter Blue, care la acea vreme era disponibil doar în unele țări.
La sfârșitul anului 2021, serviciul avea 217 milioane de utilizatori activi zilnici monetizabili. În noiembrie 2021, Dorsey a demisionat din funcția de CEO și a fost înlocuit de Parag Agrawal. 
În aprilie 2022, directorul general de la Tesla Inc, Elon Musk, preia 9,2% din Twitter, în valoare de 2,9 miliarde dolari, și devine, astfel, cel mai mare acționar al rețelei sociale. Acțiunile Twitter au crescut cu aproape 27%, ca urmare a preluării de către Musk a unui procent de 9,2% din companie. În 25 aprilie 2022, Elon Musk a ajuns la un acord pentru achiziționarea platformei de socializare Twitter Inc în schimbul sumei 44 miliarde de dolari. Miliardarul, care are peste 83 de milioane de urmăritori pe Twitter, a spus în mod repetat că vrea să transforme platforma oferind mai multă libertate de exprimare și oferind utilizatorilor mai mult control asupra a ceea ce văd pe ea.
Pe 23 iulie 2023, Twitter și-a schimbat numele în X și a renunțat la logoul pasăre.
Directori generali:
1. Jack Dorsey (2006–2008)
2. Evan Williams (2008–2010)
3. Dick Costolo (2010–2015)
4. Jack Dorsey (2015–2021)
5. Parag Agrawal (29 noiembrie 2021 – 27 octombrie 2022, demis)
6. Elon Musk (28 octombrie 2022-12 mai 2023)
7. Linda Yaccarino (12 mai 2023- prezent)

## Aspecte și caracteristici

### Tweets
Tweets sunt vizibile public în mod prestabilit, dar expeditorii pot restricționa livrarea mesajelor doar la persoanele care le urmăresc. Utilizatorii pot trimite tweets prin site-ul web X, aplicații externe compatibile (cum ar fi pentru smartphone-uri) sau prin serviciul de mesaje scurte (SMS) disponibil în anumite țări. Utilizatorii se pot abona la tweet-urile altor utilizatori — acest lucru este cunoscut sub numele de „urmărire”. Tweets pot fi redirecționate de către alți utilizatori către propriul lor feed, un proces cunoscut sub numele de „retweet”. 
Utilizatorii pot, de asemenea, să aprecieze sau să comenteze tweets. Aprecierile, comentariile și retweets al unui tweet sunt contorizate și afișate. 

### Retweet
Pentru a reposta un mesaj de la un alt utilizator X, un utilizator poate face click pe butonul de retweet. Utilizatorii pot răspunde la răspunsurile altor conturi. În 2015, X a lansat „quote tweet” (numit inițial „retweet with comment”), o caracteristică care permite utilizatorilor să adauge un comentariu la retweet, încadrând un tweet în celălalt.
Din noiembrie 2019, utilizatorii pot ascunde răspunsurile la mesajele lor. Din mai 2020, utilizatorii pot selecta cine poate răspunde la fiecare tweet înainte de a le trimite: oricine, urmăritorii, anumite conturi și niciunul. Această abilitate a fost actualizată în iulie 2021 pentru a face caracteristica aplicabilă retroactiv tweet-urilor după ce acestea au fost trimise.

### Hashtags
Utilizatorii pot grupa postările după subiect folosind hashtag-uri – cuvinte sau expresii prefixate cu semnul „#”. În mod similar, semnul „@” urmat de un nume de utilizator este folosit pentru a menționa sau a răspunde altor utilizatori.

### Limită de caractere
Motivul pentru care X impune o limită de caracter pe tweet-uri este că X a fost inițial proiectat ca o platformă bazată pe SMS-uri. La început, operatorii de telefonie mobilă au impus limita de 140 de caractere pentru a se alinia protocolului standard, lucru care a limitat creativ X. Când X a crescut și s-a transformat într-o platformă web, limita de 140 de caractere a rămas ca o chestiune de brand.
În 2016, Twitter a anunțat că elementele media, cum ar fi fotografiile sau videoclipurile, nu vor lua în considerare limita de 140 de caractere. O postare cu o fotografie obișnuia să conteze pentru o bucată mare dintr-un Tweet, aproximativ 24 de caractere. De asemenea, atașamentele și linkurile nu ar mai face parte din limita de caractere.
Cu toate acestea, în 2017 Twitter a decis că limita de 140 de caractere nu mai este relevantă și a crescut-o la 280 de caractere.

### Sondaje
În 2015, Twitter a început să implementeze capacitatea de a atașa întrebări de sondaj la tweet-uri. Sondajele sunt deschise până la 7 zile, iar alegătorii nu sunt identificați personal.

## Servicii adiacente
În jurul ideii de „tweeting” au fost dezvoltate o mulțime de servicii menite a ajuta utilizatorii să câștige timp. De exemplu:
- Sms2Twitter și SmsNow permit adăugarea de mesaje în Twitter prin SMS. Aceste servicii sunt de obicei disponibile și în rețelele din România (Vodafone, Orange România, Cosmote) la tariful normal pentru un mesaj SMS.[necesită citare]
- 1U, SP2 și NanoUrl permit scurtarea legăturilor lungi, astfel încât spațiul de 140 de caractere disponibil pentru un mesaj pe Twitter să fie folosit mai eficient.[necesită citare]
- widget-uri pentru browser care permit de exemplu verificarea instantanee a noutăților tuturor prietenilor.

## Utilizatori
Rețeaua de socializare X este deosebit de populară în Statele Unite, unde, în ianuarie 2022, serviciul de microblogging avea o audiență de 76,9 milioane de utilizatori. Japonia și India s-au clasat pe locul al doilea și al treilea, cu aproape 59 și, respectiv, 23,6 milioane de utilizatori.
Țări lider în funcție de numărul de utilizatori X în Ianuarie 2022 (în milioane)
1. Statele Unite: 76,9
2. Japonia: 58,95
3. India: 23,6
4. Brazilia: 19,05
5. Indonezia: 18,45
6. Regatul Unit: 18,4
7. Turcia: 16,1
8. Arabia Saudită: 14.1
9. Mexic: 13.9
10. Thailanda: 11,45

## Statistici
În aprilie 2022, cele mai urmărite 10 conturi de X erau::
| Rank | Username       | Proprietar        | Număr urmăritori (în milioane) | Notă                                             |
| ---- | -------------- | ----------------- | ------------------------------ | ------------------------------------------------ |
| 1    | @BarackObama   | Barack Obama      | 131,67                         | Fostul președinte al Statelor Unite ale Americii |
| 2    | @justinbieber  | Justin Bieber     | 114,36                         |                                                  |
| 3    | @katyperry     | Katy Perry        | 108,9                          |                                                  |
| 4    | @rihanna       | Rihanna           | 106,24                         |                                                  |
| 5    | @Cristiano     | Cristiano Ronaldo | 99,4                           |                                                  |
| 6    | @taylorswift13 | Taylor Swift      | 90,37                          |                                                  |
| 7    | @ladygaga      | Lady Gaga         | 84,58                          |                                                  |
| 8    | @elonmusk      | Elon Musk         | 83,7                           |                                                  |
| 9    | @narendramodi  | Narendra Modi     | 78,2                           |                                                  |
| 10   | @TheEllenShow  | Ellen DeGeneres   | 77,6                           |                                                  |